# Medellín (equipa ciclista)
A Medellín (Código UCI: MED) é uma equipa ciclista colombiana de categoria Continental desde da temporada de 2017.

## História
A equipa iniciou-se em 2017 como um projeto internacional patrocinado pela cidade de Medellín com o objectivo de apoiar o ciclismo jovem do país e participar em diferentes carreiras a nível nacional e internacional.
Em seu primeiro ano de existência, a equipa consigui triunfos importantes na América e Europa, dentro das vitórias mais importantes destacam-se os Campeonato da Colômbia de Ciclismo Contrarrelógio, a Volta à Comunidade de Madri, o Tour de Ancara, e a Volta ao Chile.
No ano de 2018 a equipa participou na Volta a Colômbia onde o ciclista equatoriano Jonathan Caicedo foi o campeão da volta, sendo o primeiro equatoriano e quinto estrangeiro em ganhar a carreira.

## Material ciclista
A equipa utiliza bicicletas Berria Bike e componentes Rotor, e também inclui material das marcas como Garmin, aros e rodas de Vittoria, Catlike e roupa de ciclismo Santini SMS.

## Classificações UCI
As classificações da equipa e de sua ciclista mais destacado são as seguintes:

### UCI America Tour
| Temporada | Classificação por equipas | Melhor corredor | Posição |
| 2017      | 8º                        | Óscar Sevilla   | 17º     |
| 2018      | 5º                        | Óscar Sevilla   | 36º     |
| 2019      |                           |                 |         |

### UCI Europe Tour
| Temporada | Classificação por equipas | Melhor corredor  | Posição |
| 2017      | 61º                       | Óscar Sevilla    | 116º    |
| 2018      | 80º                       | Jonathan Caicedo | 272º    |
| 2019      |                           |                  |         |

## Palmarés
Para anos anteriores veja-se: Palmarés da Medellín.

### Palmarés de 2019

#### Circuitos Continentais UCI
| Datas           | Circuito                 | Carreiras                                    | Ganhador          |
| 25 de fevereiro | es:UCI America Tour 2019 | 1.ª etapa da Volta Independência Nacional    | Robinson Chalapud |
| 2 de março      | UCI America Tour de 2019 | 6.ª etapa da Volta Independência Nacional    | Óscar Sevilla     |
| 3 de março      | UCI America Tour de 2019 | Volta Independência Nacional                 | Robinson Chalapud |
| 6 de março      | UCI America Tour de 2019 | Prologo da Volta a Chiloé (CRI)              | Óscar Sevilla     |
| 8 de março      | UCI America Tour de 2019 | 2.ª etapa da Volta a Chiloé                  | Óscar Sevilla     |
| 10 de março     | UCI America Tour de 2019 | 4.ª etapa da Volta a Chiloé (CRI)            | Óscar Sevilla     |
| 10 de março     | UCI America Tour de 2019 | Volta a Chiloé                               | Óscar Sevilla     |
| 17 de abril     | UCI America Tour de 2019 | 6.ª etapa da Volta Ciclista do Uruguai (CRI) | Walter Vargas     |
| 21 de abril     | UCI America Tour de 2019 | Volta Ciclista do Uruguai                    | Walter Vargas     |
| 5 de maio       | UCI America Tour de 2019 | 5.ª etapa do Tour de Gila                    | Cristhian Montoya |
| 14 de julho     | UCI Asia Tour de 2019    | 1.ª etapa da Volta ao Lago Qinghai (CRE)     | Medellín          |
| 27 de julho     | UCI Asia Tour de 2019    | Volta ao Lago Qinghai                        | Robinson Chalapud |

#### Campeonatos nacionais
| Datas | Carreiras | Ganhador |
|       |           |          |

## Plantel
Para anos anteriores, veja-se Elencos da Medellín

### Elenco de 2019
| Integrantes da equipe 2019      | Integrantes da equipe 2019 | Integrantes da equipe 2019                        | Integrantes da equipe 2019 |
| Ciclista                        | Data de nascimento         | Equipe anterior                                   |                            |
| ------------------------------- | -------------------------- | ------------------------------------------------- | -------------------------- |
| Óscar Sevilla                   | 29 setembro 1976           | EPM-Tigo-Une-Área Metropolitana (2016)            |                            |
| Robinson Chalapud               | 8 março 1984               | GW Shimano (2017)                                 |                            |
| Fabio Duarte                    | 11 junho 1986              | Manzana Postobón (2018)                           |                            |
| Harold Tejada                   | 27 abril 1997              | EPM (2018)                                        |                            |
| Edward Beltrán                  | 18 janeiro 1990            | EPM (2018)                                        |                            |
| Nicolás Paredes                 | 5 setembro 1992            | Strongman-Campagnolo-Wilier (2016)                |                            |
| Weimar Roldán                   | 17 maio 1985               | EPM-Tigo-Une-Área Metropolitana (2016)            |                            |
| Cristhian Montoya               | 4 agosto 1989              | Aguardiente Antioqueño-Lotería de Medellín (2016) |                            |
| Walter Vargas                   | 16 abril 1992              | Aguardiente Antioqueño-Lotería de Medellín (2016) |                            |
| Jhojan García (10 jun.–31 dez.) | 10 janeiro 1998            | Manzana Postobón (2019)                           |                            |
|                                 |                            |                                                   |                            |
| Fonte: ProCyclingStats          |                            |                                                   |                            |